# 卡罗尔诉阿拉巴马大南方铁路公司案
卡罗尔诉亚拉巴马大南方铁路公司案（1892）是美國衝突法（又稱為國際私法）的重要案例，法院認為須適用侵權行為發生地的法律，而非契約訂定地的法律。

## 事實
卡罗尔是亚拉巴马大南方鐵路公司的火車煞車手（贝克曼），於亚拉巴马州至密西西比州的貨運火車上，由於兩部車之間的聯結器斷裂，導致卡罗尔受傷（於密西西比境內）。證據顯示，該連結器具有缺陷，此外，部分員工應檢查該連結器卻未檢查，具有過失。

## 爭點
於密西西比發生的意外事故，是否適用亚拉巴马州僱用責任法？

## 先例
依據普通法，若過失在於原告的同事（fellow servants），而非雇主，則被告無需負責。
依據亚拉巴马州僱用責任法，造成損害的過失行為，若發生於亚拉巴马州，無論損害結果在哪裡發生，皆可於亚拉巴马州獲得賠償。依据格林诉州政府案，無論死亡結果發生於何地，謀殺行為應依行為地之法律論處。

## 理由
沒有任何的案例，支持原告適用亚拉巴马州僱用責任法的主張，反而有兩個案例採取不同見解。
是否能夠提起訴訟，取決於損害發生的地點以及時點，亚拉巴马州的法律，並不能適用於其他州。
格林诉州政府案應適用於刑事案件，而非本案。
原告主張亚拉巴马州僱用責任法已成為僱傭契約的一部份，此種見解亦無法院採用。該法並非契約條款，且密西西比州有權制定不同於亚拉巴马州的法規。

## 結論
推翻原判決並發回下級法院重審。